# 瑟拉爾德鄉
47°13′N 22°1′E / 47.217°N 22.017°E
瑟拉爾德鄉（羅馬尼亞語：Comuna Sălard, Bihor），是羅馬尼亞的鄉份，位於該國西北部，由比霍爾縣負責管轄，面積71平方公里，海拔高度105米，2011年人口4,340，人口密度每平方公里61人。